# Hr.Ms. Z 5 (1917)
De Hr.Ms. Z 5 (Z 5, H 97) was een torpedoboot van de Z 5-klasse. Het schip is gebouwd door de Vlissingse scheepswerf Koninklijke Maatschappij de Schelde. De Z 5 was vanaf 1917 in dienst van de Koninklijke Marine die haar in 1931 ombouwde tot patrouilleschip. Bij de Duitse aanval op Nederland in 1940 nam het schip deel aan de verdediging van Rotterdam; van 1943 tot 1945 was het schip als HMS Blade in dienst van de Britse marine. Na teruggave aan Nederland is het schip eind 1945 gesloopt.

## Oefentochten
In de zomer van 1925 maakte de Z 5 samen met de Jacob van Heemskerk, Tromp, K XI, O 8 en de Z 3 een oefentocht naar de Oostzee. Gedurende deze tocht werden havens in Litouwen, Letland, Estland en Finland aangedaan. In 1927 en 1928 maakte de Z 5 wederom een oefentocht, ditmaal samen met de onderzeeboten O 10 en O 11, de torpedoboten Z 6, Z 7 en Z 8 en het pantserschip Hertog Hendrik naar Zweden, de Baltische staten en Schotland.

## De Z 5 als patrouilleschip
In 1931 werd de Z 5 omgebouwd van torpedoboot tot patrouilleschip, hierbij werden de torpedokanonnen vervangen door één 27 mm-dubbelmitrailleur en een installatie voor dieptebommen. Ook werd de aandrijving gemoderniseerd. Tot dat moment werden als brandstof kolen en stookolie gebruikt. Na de modernisering gebruikte het schip alleen nog stookolie. Daarnaast werd een van de drie ketels verwijderd waardoor het schip minder manschappen nodig had en een lagere maximumsnelheid had.
Op 21 mei 1937 escorteerde de Z 5 de kruiser Java die op dat moment prinses Juliana en prins Bernhard vervoerde van het Britse Harwich naar IJmuiden. Prinses Juliana en Prins Bernhard hadden in Harwich de vlootschouw ter ere van de inhuldiging van de Britse Koning George VI bijgewoond.

## De Z 5 tijdens de Tweede Wereldoorlog
Tijdens de Duitse aanval op Nederland in 1940 was de Z 5 betrokken bij gevechten om de Willemsbrug in Rotterdam. Op 10 mei 1940 stoomde de Z 5 samen met de TM 51, Alkmaar en de Walrus de Nieuwe Waterweg op om te voorkomen dat de Duitse troepen op zouden trekken naar de noordelijke Maasoever.
De Z 5 wist op 14 mei uit te wijken naar het Verenigd Koninkrijk, waar de commandant van de Z 5, luitenant ter zee I W. van Lier, benoemd werd tot Ridder der 4e klasse der Militaire Willems-Orde. Door de gevechten op de Nieuwe Waterweg was de Z 5 beschadigd geraakt, reparaties aan het schip werden uitgevoerd in Portsmouth. Toen de reparaties compleet waren werd het schip op 16 juni 1940 toegevoegd aan de onderzeedienst en werd het gestationeerd in Dundee. De belangrijkste taken van de Z 5 waren het escorteren van schepen en het dienen als oefenschip. In mei 1943 werd de Z 5 uit dienst gesteld en overgedragen aan de Britse marine.

### De Z 5 als HMS Blade
De Britse marine nam de Z 5 in dienst als HMS Blade (H 97); vanwege de scherpe boeg kreeg het schip de bijnaam Razor Blade. De Blade voerde voornamelijk escortdiensten uit, maar werd ook ingezet voor allerlei andere diensten. Op 9 april 1945 werd de Blade teruggegeven aan de Nederlandse marine.

## De Z 5 na de Tweede Wereldoorlog
Nadat de Z 5 was teruggegeven aan de Nederlandse marine werd het schip niet opnieuw in dienst genomen. Het lot van de Z 5 was om in oktober 1945 gesloopt te worden in het Schotse Troon.